# Roßbach (Naumburg)
Roßbach ist ein Ortsteil der Domstadt Naumburg (Saale) im Burgenlandkreis im Süden Sachsen-Anhalt.

## Ort

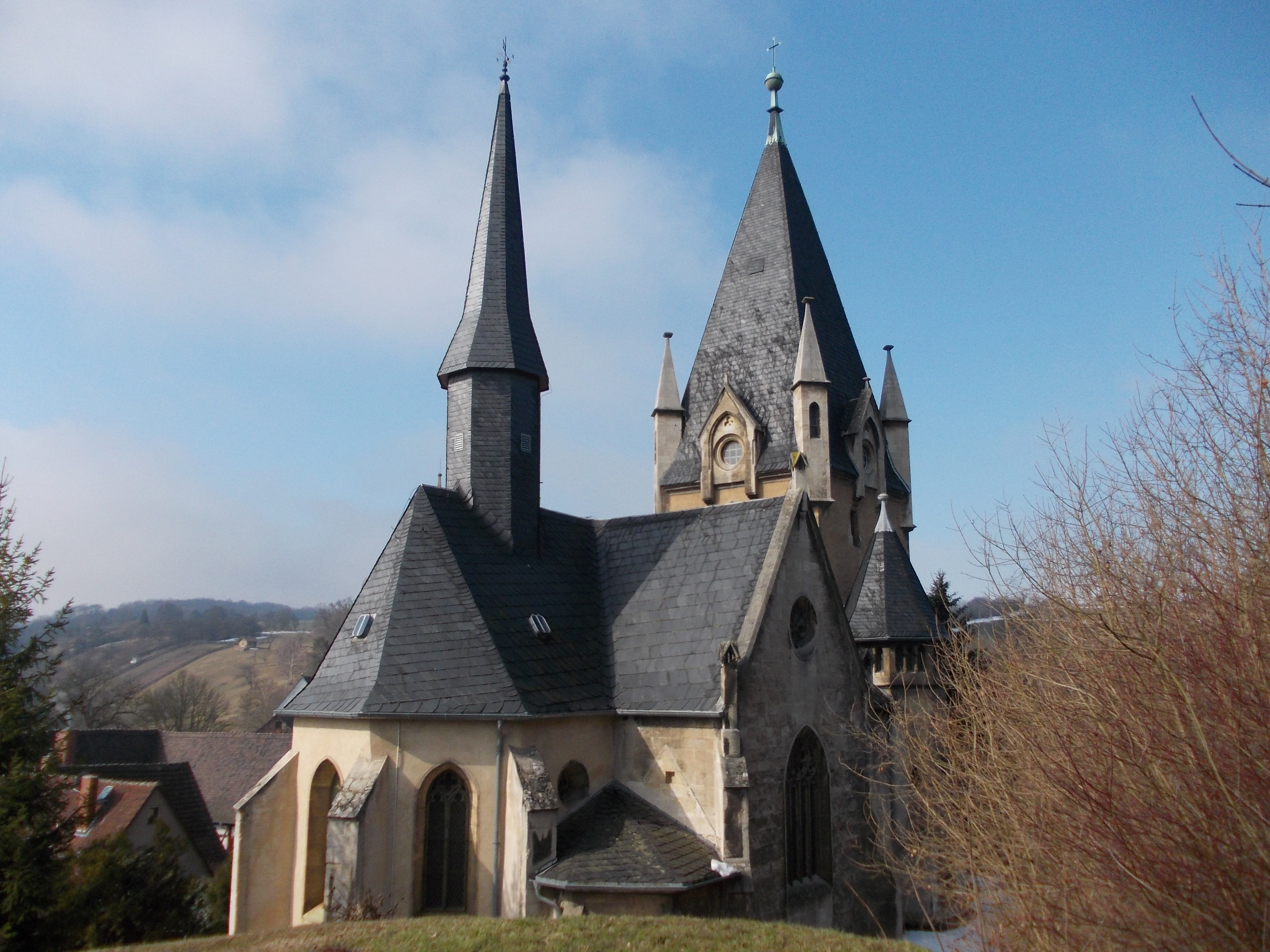
St.-Elisabeth-Kirche

Roßbach ist ein Straßendorf mit großen Hausgärten, einer Kirche, einem Kindergarten, einem Festplatz und dem St.-Michaelshaus (katholisches Jugendbildungshaus im Bistum Magdeburg). Der Ort mit etwa 250 Einwohnern liegt an der Bundesstraße 180 zwischen Naumburg und Kleinjena hinter einer alten Straßenbrücke über die Saale. Diese 77,23 Meter lange, steinerne Bogenbrücke mit vier Pfeilern wurde am 18. Oktober 1866 feierlich eingeweiht. 

## Geschichte
Roßbach wurde 1214 als Rozpach erstmals erwähnt. Von Bedeutung war ein Rittergut, von dem 1256 ein Ritter Heinrich von Rospach namentlich genannt wird. Dieses Rittergut ging 1356 in den Besitz des Klosters Pforta über. Die Mönche besaßen ab 1360 die Gerichte über Hals und Hand und die Fischereirechte an der Saale zwischen Kösener Wehr bis zur Roßbacher Fähre. Roßbach ging nach Auflösung des Klosters Pforta 1540 als Amtsdorf an das Schulamt Pforta. Durch die Beschlüsse des Wiener Kongresses kam Roßbach zu Preußen und wurde 1816 dem Landkreis Naumburg im Regierungsbezirk Merseburg der Provinz Sachsen zugeteilt, zu dem es bis zur Auflösung des Kreises 1932 gehörte.
Die Schlacht bei Roßbach am 5. November 1757 fand bei Braunsbedra im Saalekreis statt.
1945 wurde Roßbach nach Kleinjena eingemeindet. Im Juni 1994 erfolgte die Eingemeindung der Gemeinde Kleinjena mit dem Ortsteil Roßbach in die Stadt Naumburg.

### Einwohnerentwicklung
| Jahr      | 1910 | 1976 | 2003 | 2016 | 2019 | 2020 |
| --------- | ---- | ---- | ---- | ---- | ---- | ---- |
| Einwohner | 345  | 376  | 340  | 260  | 257  | 248  |

## Kunst, Kultur & Vereinsleben
Im Ort finden alljährlich diverse Volksfeste wie Fackelumzug, Saale-Weinmeile und Kirmes statt. Der ökumenische Pilgerweg von Görlitz nach Vacha führt durch Roßbach. Außerdem findet man hier auch eine Jugendbildungsstätte, die für Gruppen jeder Altersstufe genutzt werden kann.

## Wirtschaft

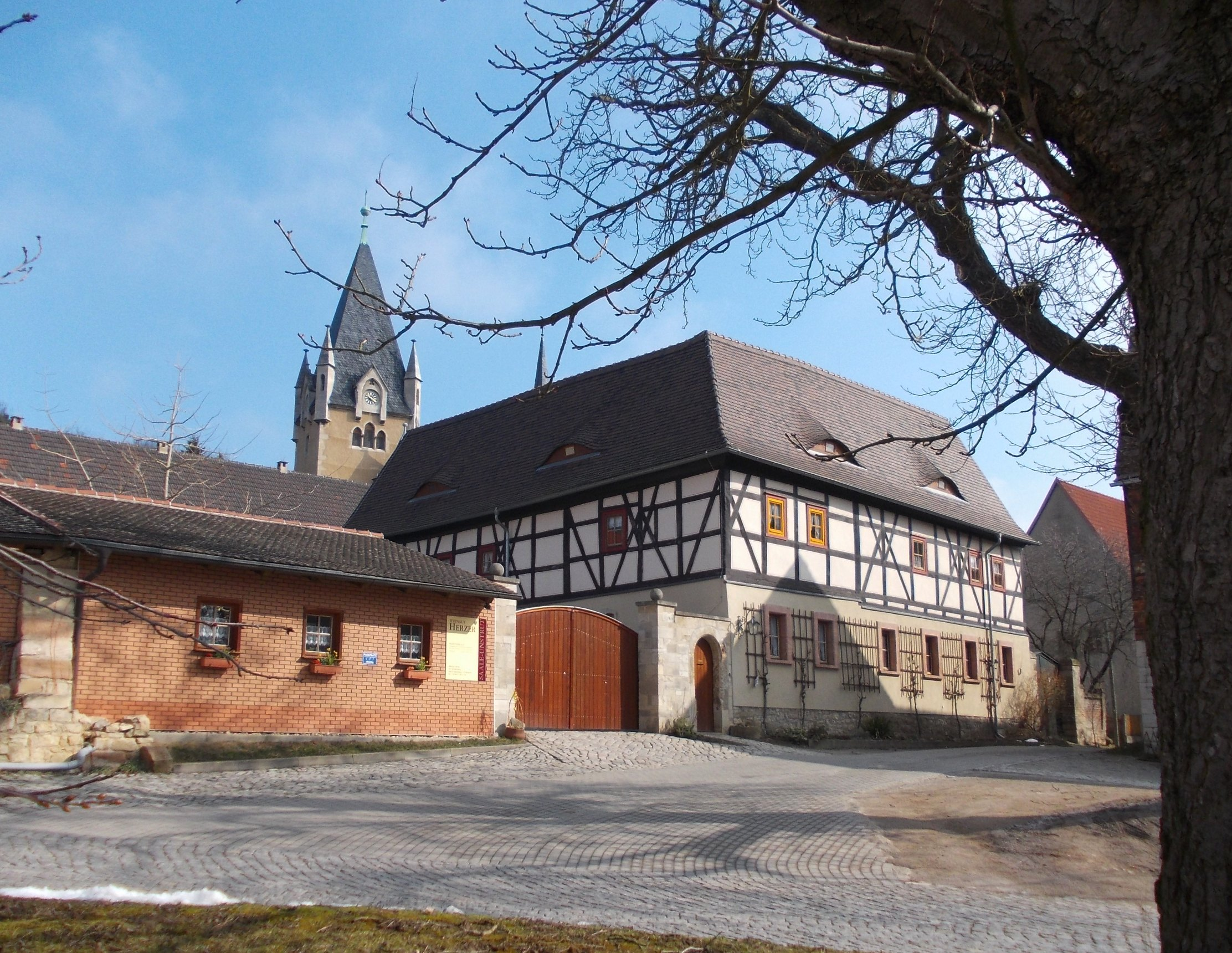
Weingut Herzer

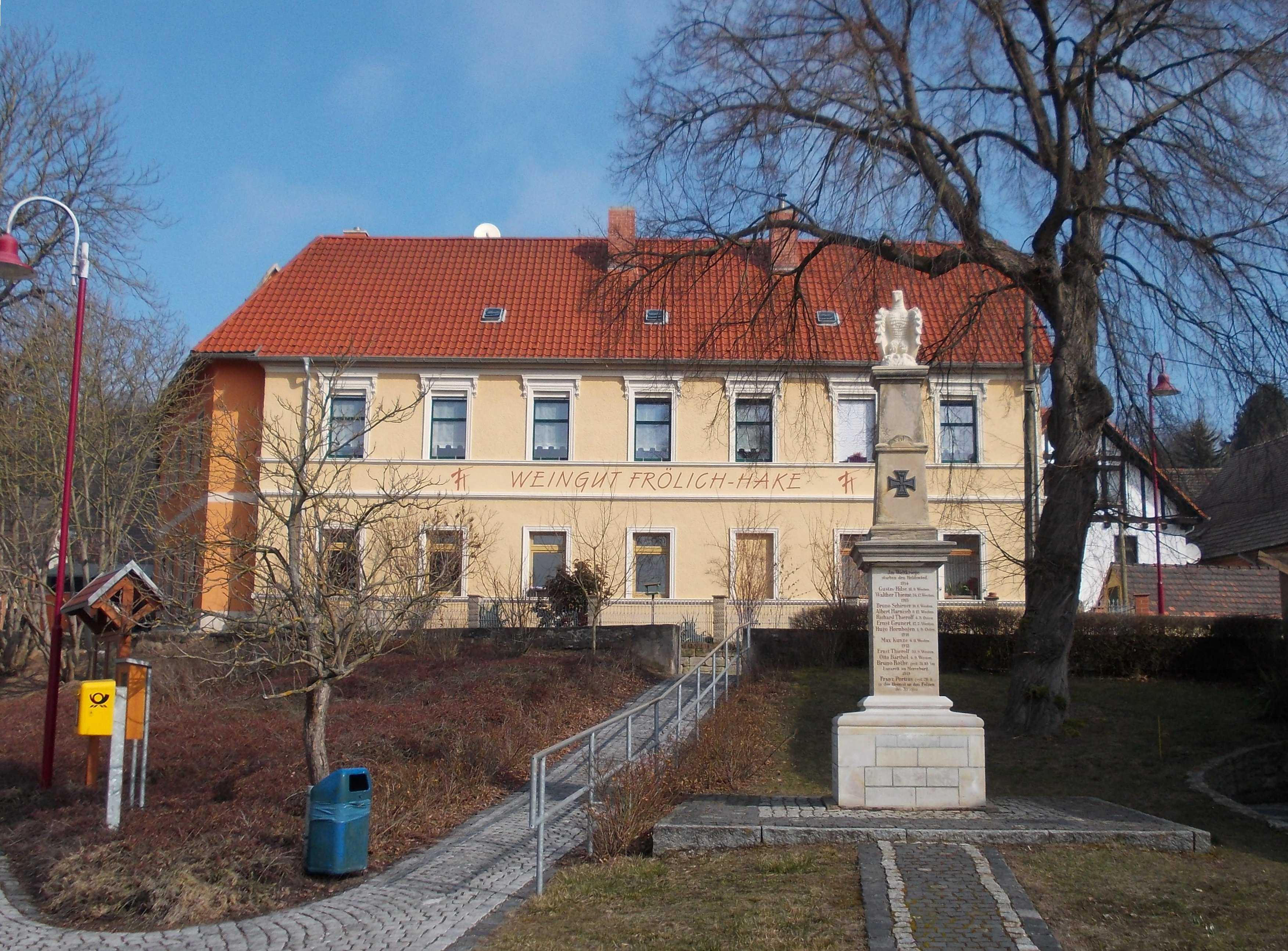
Weingut Frölich-Hake

Am Ortseingang gibt es ein kleines Gewerbegebiet. Außerdem hat Roßbach zwei Weingüter (Weinbaugebiet Saale-Unstrut-Region), ein Hotel und eine Gaststätte.

## Verkehr
Naumburg-Roßbach hat seit 2012 einen Haltepunkt an der Unstrutbahn. Dieser wird stündlich von der RB 77 Naumburg Ost–Wangen bedient.

## Politik
Roßbach bildet mit den Ortschaften Großjena, Kleinjena und Großwilsdorf die Gemeinde Kleinjena. Der Ortschaftsrat setzt sich aus Jürgen Spielberg, Torsten Grober, Karsten Brehme, Udo Leibnitz, Peter Cebulla, Stefan Rühlmann, Otto Schmidt zusammen (Stand 07/2012).
Ortsbürgermeister ist Jürgen Spielberg, sein Stellvertreter ist Karsten Brehme.

## Persönlichkeiten
- Johann Friedrich Röhr (1777–1848), Doktor der Theologie, Generalsuperintendent und Oberhofprediger in Weimar. Röhr hielt Johann Wolfgang von Goethes Grabrede. In Roßbach erinnert am Haus Nr. 31 eine Gedenktafel an ihn. Außerdem ist die Hauptstraße nach ihm benannt: Dr.-Johann-Friedrich-Röhr-Straße.
- Wolfgang Rüb (* 1952), Schriftsteller

## Kulturdenkmäler
- Kriegerdenkmal